# Сепарабельное расширение
Сепара́бельное расширение — алгебраическое расширение поля {\displaystyle E\supset K}, состоящее из сепарабельных элементов, то есть таких элементов {\displaystyle \alpha }, минимальный аннулятор {\displaystyle f(x)} над {\displaystyle K} для которых не имеет кратных корней. Производная {\displaystyle f'(x)} должна быть в этой связи ненулевым многочленом. По определению все поля характеристики 0 сепарабельны, поэтому понятие сепарабельности нетривиально лишь для полей ненулевой характеристики {\displaystyle p}.
Для конечных расширений имеет место следующее утверждение: если {\displaystyle K\subset E\subset K^{*}}, где {\displaystyle K^{*}} — алгебраическое замыкание поля {\displaystyle K}, то {\displaystyle E} сепарабельно тогда и только тогда, когда число различных изоморфизмов {\displaystyle \sigma } поля {\displaystyle E} в алгебраическое замыкание {\displaystyle K^{*}} над {\displaystyle K} равно степени {\displaystyle [E:K]}. В случае несепарабельных расширений это число является делителем {\displaystyle [E:K]} и называется сепарабельной степенью {\displaystyle [E:K]_{s}} (частное равно некоторой степени характеристики).

## Свойства сепарабельных расширений
Если расширения {\displaystyle E\supseteq K} и {\displaystyle F\supseteq E} сепарабельны, то и расширение {\displaystyle F\supseteq K} сепарабельно. Обратно, если {\displaystyle F\supseteq K} сепарабельно, то и {\displaystyle E\subseteq K} и {\displaystyle F\subseteq E} сепарабельны.
Если расширение {\displaystyle E\supseteq K} сепарабельно, то для любого расширения {\displaystyle F\supseteq K} (если {\displaystyle F} и {\displaystyle E} содержатся в каком-нибудь поле) композит полей {\displaystyle EF} является сепарабельным расширением {\displaystyle K}.
Теорема о примитивном элементе: если {\displaystyle E=K(\alpha _{1},\alpha _{2},\dots ,\alpha _{n})}, где {\displaystyle \alpha _{1}} алгебраичен (хотя и не обязательно сепарабелен) над {\displaystyle K}, а {\displaystyle \alpha _{2},\dots ,\alpha _{n}} — алгебраичны и сепарабельны, то существует такой элемент {\displaystyle \theta } (называемый примитивным элементом), что {\displaystyle E=K(\theta )}.

## Обобщение сепарабельности на неалгебраические расширения
Расширение {\displaystyle E\supseteq K} называется линейно свободным от {\displaystyle L\supseteq K}, если любое конечное множество элементов {\displaystyle E} линейно независимое над {\displaystyle K} остаётся линейно независимым и над {\displaystyle L}. Данное определение симметрично: если {\displaystyle E} линейно свободно от {\displaystyle L} над {\displaystyle K}, то и наоборот, {\displaystyle L} линейно свободно от {\displaystyle E} над {\displaystyle K}.
Расширение (не обязательно алгебраическое) {\displaystyle E} над полем {\displaystyle K} называется сепарабельным, если оно для некоторого натурального {\displaystyle m} линейно свободно от расширения {\displaystyle K^{p^{-m}}} — порождённого присоединением всех корней степени {\displaystyle p^{m}} из элементов {\displaystyle K}. Для алгебраических расширений это определение эквивалентно обычному. От выбора числа {\displaystyle m} данное определение не зависит и равносильно линейной свободе {\displaystyle E} от {\displaystyle K^{p^{-\infty }}} — композита всех {\displaystyle K^{p^{-m}}} (критерий Маклейна).